# Paolo Vacca
Paolo Vacca (Cagliari, 1940) è un ex pugile e allenatore di pugilato italiano, Campione d'Europa dilettanti, nei Pesi mosca, a Belgrado nel 1961.

## Carriera pugilistica
Paolo Vacca ha svolto la sua attività agonistica a Cagliari, all'Accademia Pugilistica Sardegna, allenato da Lello Scano.
Fu Campione d'Italia novizi nel 1959 nei pesi mosca. Non partecipò alle Olimpiadi di Roma 1960 pur avendo sconfitto per knock-out tecnico alla seconda ripresa il futuro olimpionico Paolo Curcetti.
Vinse il Campionato italiano dilettanti dei pesi mosca nel 1961, a Bologna. Lo stesso anno fu campione d'Europa dilettanti a Belgrado, battendo il tedesco dell'ovest Hans Friedrichs, lo jugoslavo Bektas Sanipovic, il tedesco dell'est Otto Babiasch e, in finale, il sovietico Vladimir Stolnikov che, ai giochi di Melbourne del 1956, aveva eliminato nientemeno che il futuro Campione del mondo Salvatore Burruni.
Nel 1963, nella medesima manifestazione europea, a Mosca, non andò oltre la medaglia di bronzo, cedendo in semifinale al bulgaro Stefan Panayotov per knock-out tecnico, dopo aver eliminato il tedesco dell'ovest Ingo Guenter Geisler per KO e, ai punti, lo jugoslavo Branko Mirkovic.
Paolo Vacca non passò mai al professionismo ma rimase nell'ambiente della boxe come allenatore nella stessa società dove aveva militato durante la sua carriera agonistica.